# Alimentación por el suelo

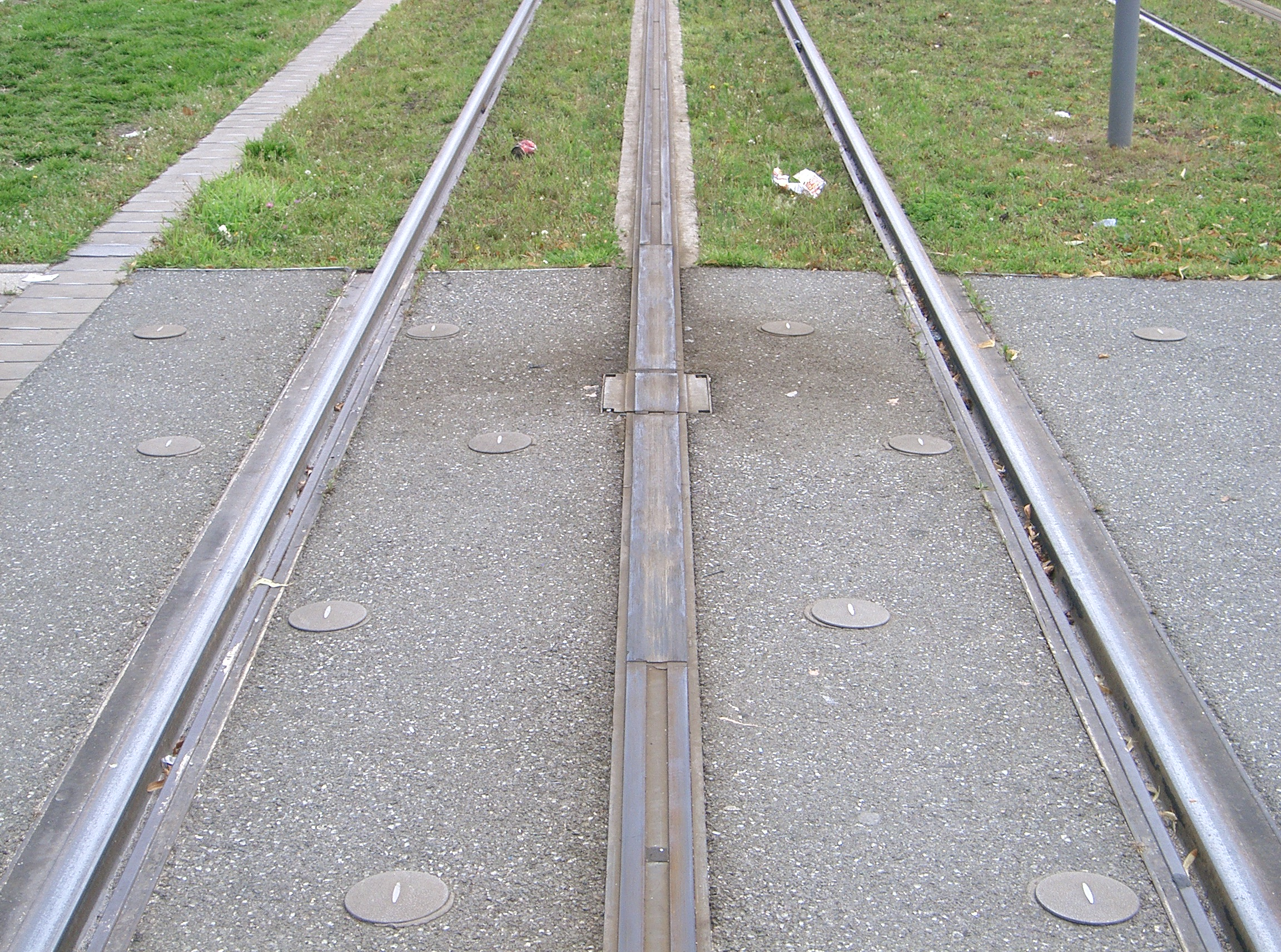
Rail central del sistema APS

El sistema APS (Alimentation Par le Sol, alimentación por el suelo) es un sistema de alimentación de electricidad para tranvías que evita el tendido de hilo aéreo. Desarrollado por Innorail (filial de Alstom), por ahora el sistema se utiliza en varios tramos del tranvía de Burdeos, para el que fue desarrollado, pero es también apto para otras líneas.
El sistema consiste en el uso de un tercer raíl situado entre los dos raíles principales y en la utilización de patines de contacto eléctrico en los coches. El tercer raíl está segmentado en tramos cortos que se alimentan independientemente, de modo que sólo disponen de corriente eléctrica los tramos situados bajo el tranvía, para evitar cualquier riesgo de electrocución de los viandantes.

## Sistemas a principios delsigloXX
Desde finales del siglo XIX los ingenieros se interesaron por la alimentación de tranvías directamente por el suelo. Ya en esta época, los ayuntamientos eran reticentes a la utilización de tendidos aéreos en barrios históricos. La primera experiencia se desarrolló en Lyon en 1894 (en la línea Pont Lafayette - Parc de la Tête d'Or) con balizas de carga eléctrica situadas en el eje de la vía. En 1896 se equipa la línea París - Romainville.
Este sistema, que permitía prescindir del tendido aéreo o del transporte de baterías a bordo de los vehículos, tenía sus límites. De hecho, por razones de seguridad evidentes, las balizas no debían entrar en tensión más que durante el paso de los tranvías. Esto requería soluciones técnicas difíciles que, en aquella época, era casi imposible alcanzar.
Por entonces se utilizaron diferentes sistemas de contacto superficial por balizas eléctricas, como por ejemplo los sistemas Claret-Vuilleumier, Vedovelli, Diatto y Dolter. Todos los sistemas tenían los mismos problemas recurrentes: la imposibilidad de obtener la entrada en tensión al paso del tranvía y sobre todo el corte de la alimentación tras el paso del tranvía. Estos sistemas acabaron siendo un gran riesgo para peatones y caballerías.
Estos sistemas desaparecieron de Francia en 1910 y fueron reemplazados por instalaciones con rieles enterrados en los que el vehículo tomaba la corriente gracias a una pértiga introducida en una ranura en cuyo fondo había dos pequeños raíles de alimentación.

## Tecnología Innorail
El primer lugar donde el sistema ha sido utilizado comercialmente es el tranvía de Burdeos: la ciudad ha podido así conservar su centro histórico sin afear el paisaje urbano, prescindiendo del tendido eléctrico aéreo. A cambio el coste del sistema APS es bastante superior a la alimentación aérea clásica.
El APS es un sistema de alimentación eléctrica por un tercer raíl cuya cara superior está enrasada con la calzada y que está centrado entre los otros dos. El raíl está formado por segmentos conductores de una longitud de 8 metros, separados por tramos aislados de 3 metros. Un segmento del raíl está bajo tensión, con corriente continua de fase (750 V) solamente cuando el tranvía lo cubre completamente: la alimentación de corriente está controlada por cajas enterradas cada 22 metros. Conforme avanza, el tranvía activa automáticamente la alimentación eléctrica del tercer raíl, enviando una señal a las cajas de control por medio de una antena inductiva. El coche toma la corriente por medio de dos patines situados bajo los módulos intermedios de la composición y separados más de tres metros, de modo que siempre hay al menos un patín en contacto con el raíl conductor. En los cambios de vía la alimentación se interrumpe para evitar los cortocircuitos entre los patines (con potencial de fase) y los raíles (con potencial neutro). Un disyuntor de puesta a tierra (interruptor diferencial) asegura la seguridad de las personas si, por fallo, un segmento de raíl sigue alimentado sin estar cubierto por un tranvía. La caja de alimentación de un segmento puede desactivarse en caso de anomalía. Por otra parte, los disyuntores dispuestos en cada salida de subestación puede cortar la alimentación de secciones en caso de fallo. Si alguno o varios tramos se encuentran fuera de servicio, los tranvías pueden recorrer 150 metros a 3 km/h gracias a la energía acumulada en unas baterías auxiliares.

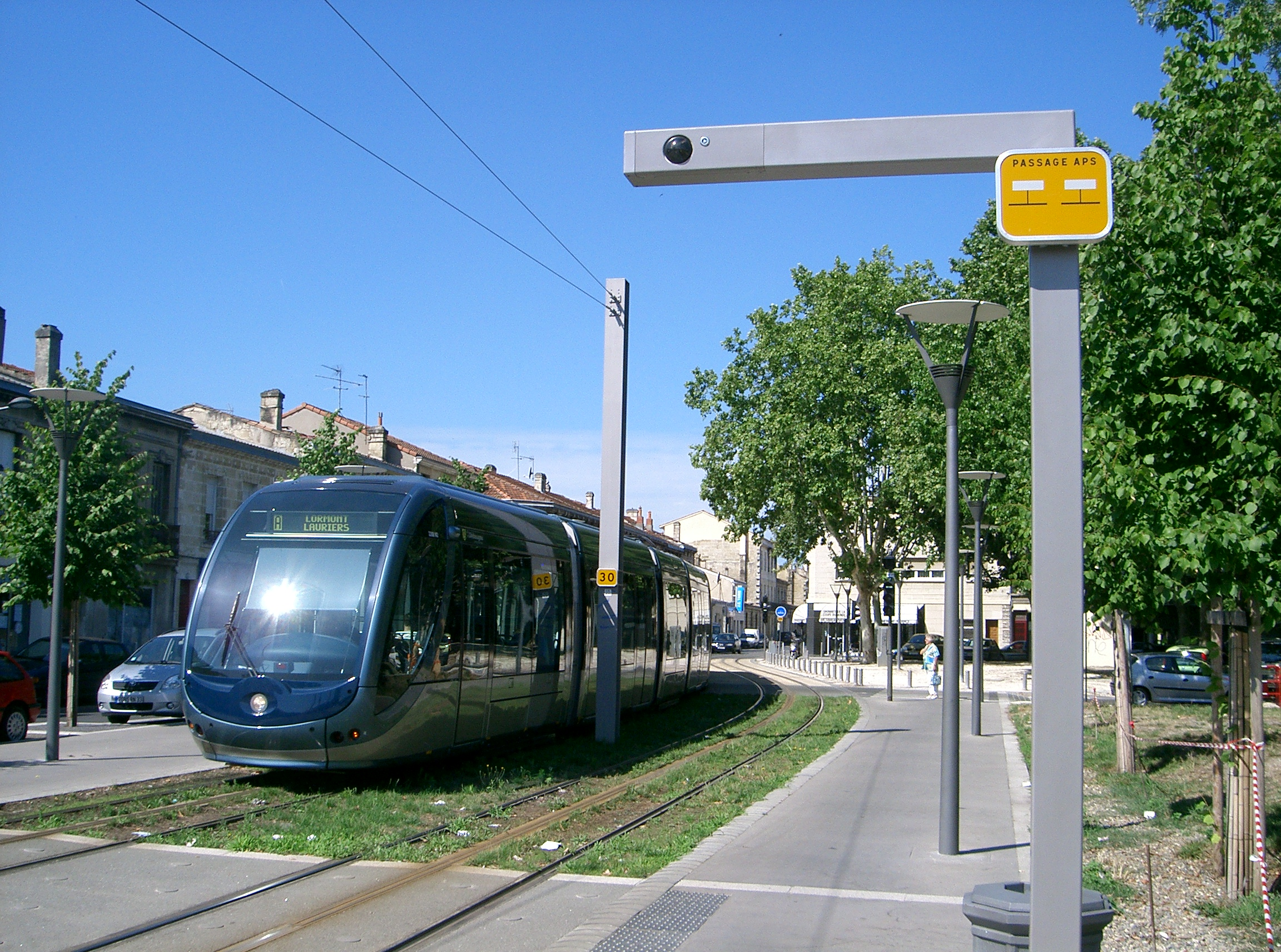
Cambio entre alimentación por hilo aéreo y APS (Burdeos)

Por culpa de los plazos de finalización, demasiado cortos, la puesta a punto del sistema fue especialmente larga; las relaciones entre la Comunidad Urbana de Burdeos y Alstom llegaron a ser bastante tensas debido a un porcentaje muy alto de fallos del APS en los primeros tiempos de funcionamiento de las líneas. Actualmente el sistema ha pasado la fase experimental y se encuentra en explotación normal. Durante los primeros meses de 2004 se instalaron hasta 7 versiones del sistema APS. Las causas de avería que provocaban paradas frecuentes del sistema fueron numerosas: 
- Golpes en los patines (que se rompían por tener piezas demasiado frágiles)
- Cortocircuitos creados por objetos metálicos sobre la vía
- Inundación de las cajas de control
- Errores de manipulación de los maquinistas (como olvidar levantar el patín en zonas no equipadas de APS)
- Ausencia de contacto eléctrico tras bajar los patines si hay suciedad sobre la vía
- Saturación de los controles de potencia de las cajas de control que provocaban cortocircuitos recurrentes (los 2 patines de una composición que circula a 50 km/h tardan en recorrer la longitud de un segmento en torno a 1 segundo)
- Pérdida de la señal inductiva en curva

Entre otras causas. 

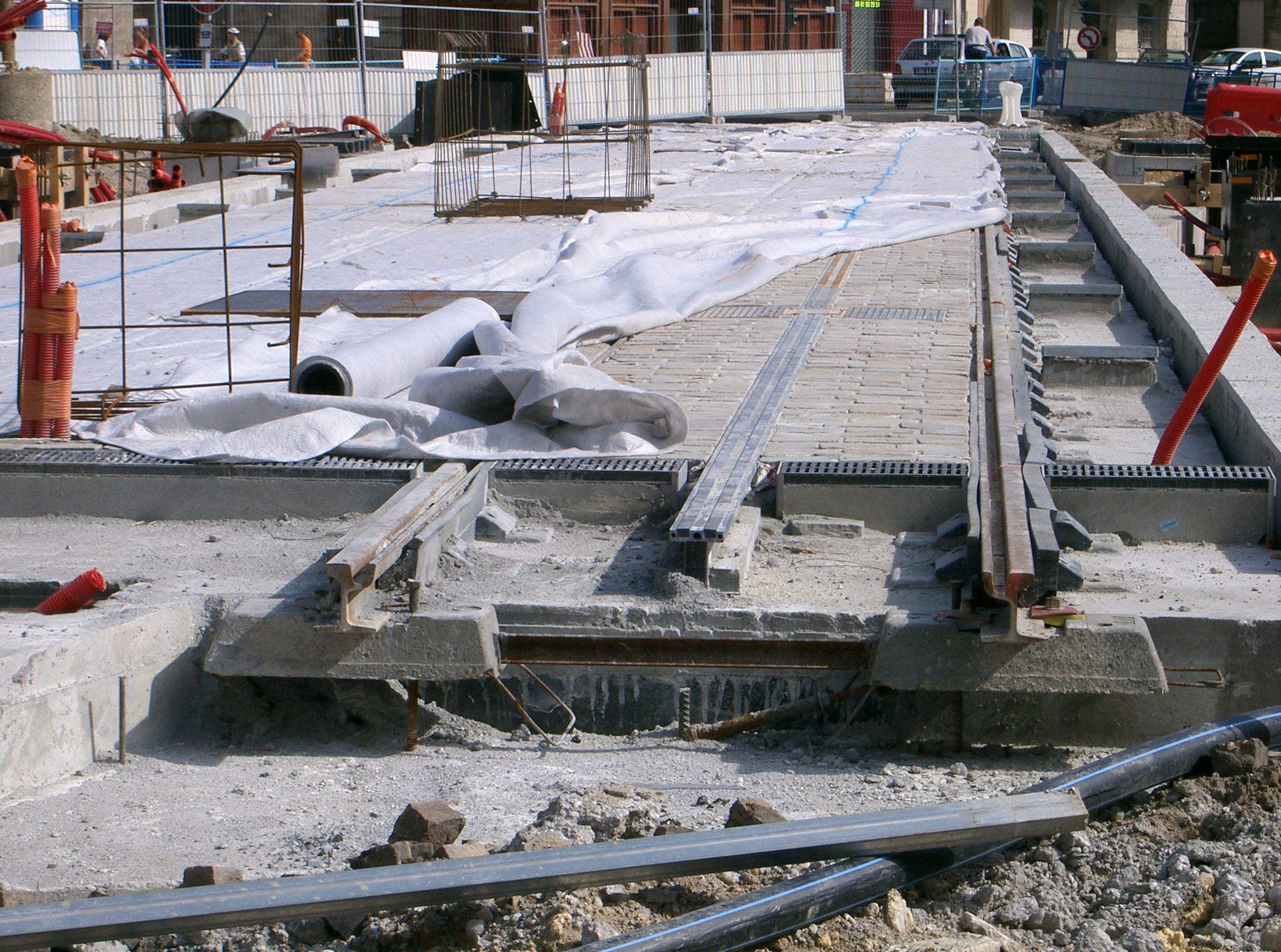
Elementos del tercer raíl del sistema APS

Las mejoras que Innorail tuvo que aplicar fueron:
- Mejora del aislamiento eléctrico de las barras de cobre
- Cambio del material utilizado por los patines, para aumentar su vida útil y disminuir el coste de mantenimiento
- Mejoras en las cajas de control
- Recubrimiento de las placas electrónicas por una resina de varios milímetros de espesor
- Afinamiento de la señal que anuncia la llegada del tranvía
- Instalación de condensadores para cortar más rápidamente el arco eléctrico formado por la apertura de los contactos
- Instalación de un sistema de evacuación de agua
- Instalación de escobillas para retirar los elementos que hayan podido caer a la vía y evitar que golpeen los patines

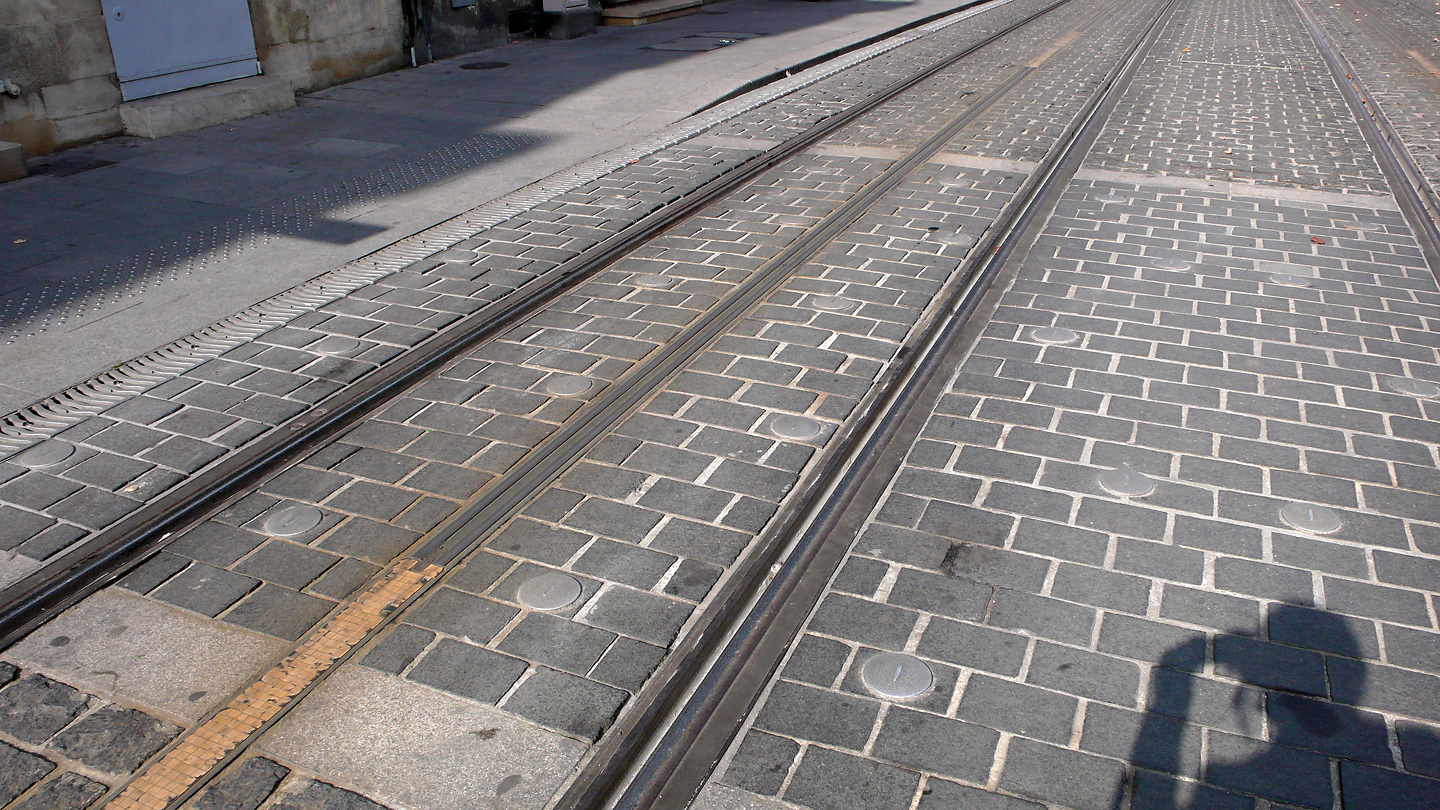
Rail central del sistema APS

Como al principio no se conseguía terminar con las averías, que fueron muy frecuentes hasta finales de 2005, se pensó en abandonar el sistema APS. Sin embargo, la instalación de hilo aéreo de contacto hubiera tenido un coste y hubiera interrumpido la circulación de tranvías durante algunos meses. La Comunidad Urbana de Burdeos, administración que organiza el transporte, envió un ultimátum al constructor Innorail para que redujese la tasa de averías a un 1% a finales del año 2005.
Desde entonces se han realizado progresos considerables en materia de fiabilidad. La tasa de disponibilidad del material sobrepasó las normas fijadas por la Comunidad Urbana de Burdeos con más del 99% (cerca de 100% para la línea C o la extensión de la línea A tras su puesta en servicio en septiembre de 2005). Aún está previsto retirar algunos tramos de la cabecera norte donde el sistema no se justifica.
El sistema APS tuvo varios encargos en 2006 por parte de los tranvías de Reims, Orleans y Angers. Alstom es actualmente el único fabricante que ofrece el sistema. En junio de 2008 Dubái y en 2009 Brasilia encargaron tranvías con APS.